# Psilocladia
Psilocladia là một chi bướm đêm thuộc họ Geometridae.